# Kamenik, Šmarje pri Jelšah
Kamenik este o localitate din comuna Šmarje pri Jelšah, Slovenia, cu o populație de 46 de locuitori.